# 토단법
토단법(土斷法)은 동진(東晋) 말기부터 시도되어 송(宋)의 무제(武帝)에 이르러 이루어진 호적 정리이다. 이는 교우자(僑寓者)를 그 현주지의 호적에 편입함을 목적으로 한다. 이것으로 인해 교우자는 명실 공히 토착자(土着者)가 되었고, 국가에 의한 인구 파악이 확실해졌다. 진대(晋代) 영가(永嘉)의 난 전부터 남북조에 걸쳐 고향을 떠나 유우(流寓)하는 자가 많이 생겼는데, 교우자는 현주지에서 생계를 유지하여도 앞으로 본적지로 돌아가야 할 자이기 때문에 현주지 군현(郡縣)의 관할에는 속하지 않으며 일반 백성의 호적인 황적(黃籍)과는 달라 백적(白籍)에 기록되어, 역역(力役)도 면제받는 등 그 대우에 차별이 있었다. 이러한 조처는 일시적으로 남천(南遷)한 동진(東晋) 정부로서는 부득이한 조처였으나, 이에 정리해야 할 필요가 생기게 되었다. 이러한 것을 정리한 것이 토단이며, 그 때에 교군현(僑郡縣)의 병합·폐지도 같이 실시되었다. 유명한 토단법 중에는 동진의 군벌 환온(桓溫)이 시행한 경술(庚戌) 토단법(364)이 있는데, ‘재산이 많아지고 나라가 풍요를 이루게 된 것은 실로 이 때문이었다’고 한다. 그 밖에 유유(劉裕：송의 武帝)가 동진 말에 행한 의희(義熙) 토단법(413)이 있다. 백성의 유동은 이후에도 있었기 때문에 남조(南朝)에 와서도 때때로 이 법을 시행하였다.남조에서는 재래의 남인(南人)과 남도(南渡)한 북인이 각각 다른 호적에 편입되어 있었는데, 이 틈바구니를 빠져서 귀족·호족이 탈세를 하고 있어 호구를 조사하여 이것을 일원화한 것인데, 조정(朝廷)이 이것으로 인해서 피해를 입는 귀족이나 호족으로서 성립되어 있었다는 점이 특색이다.